# Pterocheilus peninsularis
Pterocheilus peninsularis är en stekelart som beskrevs av Richard Mitchell Bohart 1948. Pterocheilus peninsularis ingår i släktet palpgetingar, och familjen Eumenidae. Inga underarter finns listade i Catalogue of Life.